# Calliactis argentacoloratus
Calliactis argentacoloratus är en havsanemonart som beskrevs av Pei 1996. Calliactis argentacoloratus ingår i släktet Calliactis och familjen Hormathiidae. Inga underarter finns listade i Catalogue of Life.